# Джон Олдріч
Джон Герберт Олдріч (нар. 1947 р.) — американський політолог і писбменник, відомий своїми дослідженнями та працями з американської політики, виборів та політичних партій, а також з формальної теорії та методології в політичній науці.
Олдріч закінчив із ступенем балаклавра з політології коледж Аллегейн у 1969 році. Він відвідував аспірантуру в Університеті Рочестера, закінчив магістром в 1971 році і ступенем доктора філософії в 1975 році. Олдріч викладав у Мічиганському державному університеті з 1974 по 1981 рік та в Університеті Міннесоти з 1981 року по 1987 рік, коли він вступив на факультет Університету Дьюка як професор політології.
Олдріч виграв премію Хайнц Еулау в 1990 році за кращу статтю в Американському політологічному огляді. Його книга «Чому партії»? (1995 р.) отримала премію Глідаса Каммерера від Американської політологічної асоціації за кращу книгу про національну політику США.
Олдріч був співредактором Американського журналу політичних наук з 1985 по 1988 рік і був обраний членом Американської академії мистецтв та наук в 2001 році. Він також був президентом Південної асоціації політичних наук 1998-99 та Асоціацією Політології Середнього Заходу на 2005 рік.